# Tim McCormick
 (octobre 2019).
Si vous disposez d'ouvrages ou d'articles de référence ou si vous connaissez des sites web de qualité traitant du thème abordé ici, merci de compléter l'article en donnant les références utiles à sa vérifiabilité et en les liant à la section « Notes et références ».
Pour les articles homonymes, voir McCormick.
Tim McCormick est un joueur américain de basket-ball né le 10 mars 1962 à Détroit dans le Michigan.
Il joue quatre saisons avec les Wolverines du Michigan de 1980 à 1984 dans le championnat universitaire. Il est ensuite sélectionné en 12e position lors de la Draft 1984 de la NBA par les Cavaliers de Cleveland. Il joue en NBA de 1984 à 1992 pour les SuperSonics de Seattle, les 76ers de Philadelphie, les Nets du New Jersey, les Rockets de Houston, les Hawks d'Atlanta et les Knicks de New York.